# 長谷川かな女
長谷川 かな女（はせがわ かなじょ、1887年10月22日 - 1969年9月22日）は、日本の俳人。本名はカナ。孫は小説家の三田完がいる。

## 来歴・人物
- 東京日本橋出身。私立松原小学校卒業後、小松原塾で学ぶ。1903年、三井家に行儀見習いで入るが心臓の病気により辞す。
- 1909年：英語の家庭教師でホトトギスの俳人だった富田諧三（のちの長谷川零余子）と結婚。みずからも句作を始める。
- 1913年：高浜虚子が女性俳人育成のために始めた婦人俳句会「婦人十句集」の幹事役を務める。杉田久女・竹下しづの女と並び、大正期を代表する女流俳人となる。
- 1921年、夫の零余子が「枯野」を創刊、主宰を助ける。1928年に零余子死去、直後に新宿柏木の自宅が全焼し、埼玉県浦和市（現在のさいたま市）に転居。また夫の俳誌を「ぬかご」と改題し水野六山人と雑詠選に当たるが、対立が起こったため、1930年に俳誌「水明」を創刊、没年まで主宰した。
- 1966年、紫綬褒章受章。浦和市（現さいたま市）名誉市民。
- 1969年9月22日、自宅で老衰による肺炎で死去。81歳。
- 2013年11月、「水明」通巻1000号を記念して、俳句、随筆のすべてを収めた『長谷川かな女全集』が東京四季出版より刊行された。

## 著作
句集
- 龍胆（1929年6月・ぬかご社）
- 雨月（1939年10月・水明発行所）
- 胡笛（1955年3月・水明発行所）
- 定本かな女句集（1964年4月・世界文庫）
- 牟良佐伎（1969年5月・東京美術）　など

随筆
- 小雪（1959年12月・水明発行所）　など

評論
- 加賀の千代（1943年3月・育英書院）